# Jamie Lindsay
Jamie William Lindsay (Rutherglen, 11 ottobre 1995) è un calciatore scozzese, centrocampista o ala del Bristol Rovers.

## Palmarès

### Club

#### Competizioni nazionali
- Scottish Championship: 1

Ross County: 2018-2019
- Scottish Challenge Cup: 1

Ross County: 2018-2019
- English Football League Trophy: 1

Rotherham United: 2021-2022